# Contea di Blaine (Idaho)
La contea di Blaine (in inglese Blaine County) è una contea dello Stato dell'Idaho, negli Stati Uniti. La popolazione al censimento del 2000 era di 18 991 abitanti. Il capoluogo di contea è Hailey.

## Geografia
La contea si trova nel centro-sud dello Stato. Il territorio va dai paesaggi alpini a nord a pianure desolate e montagne desertiche a sud. A nord scorre il fiume Salmon, a sud il fiume Snake. L'area più popolata della contea si trova nella parte occidentale, mentre il saliente a sud-est è poco popolato.
Dal 2017 la zona settentrionale è parte della Central Idaho Dark Sky Reserve. Tra le riserve e le foreste nazionali, nella contea si trova anche il Monumento e riserva nazionale Craters of the Moon.

### Contee confinanti
- Contea di Custer - nord
- Contea di Butte - nord-est
- Contea di Bingham - est
- Contea di Power - sud-est
- Contea di Cassia - sud-est
- Contea di Minidoka - sud
- Contea di Lincoln - sud-ovest
- Contea di Camas - ovest
- Contea di Elmore - nord-ovest

## Storia
La contea fu creata nel 1895 e fu chiamata così in onore del politico James Blaine.

## Videogiochi
Alla suddetta contea è ispirata la regione di Blaine County (per l'appunto Contea di Blaine) del videogioco open-world GTA V di Rockstar Games, ambientato a Los Santos (ispirata a Los Angeles), Blaine County, deserto (ispirato al deserto del Nevada), monti e campagne coltivate circostanti.

## Comuni

### Cities
- Bellevue
- Carey
- Hailey
- Ketchum
- Sun Valley